# Alice Zeimann
Alice Zeimann (* 28. Juli 1998 in Christchurch) ist eine neuseeländische Beachvolleyball- und ehemalige Volleyballspielerin. Sie wurde neuseeländische Meisterin sowohl in der Halle als auch im Sand.

## Karriere

### Karriere Halle
Die auf der Südinsel des Pazifik-Staats geborene Sportlerin erzielte ihre ersten Erfolge auf der Burnside High School ihres Heimatortes. Ihr Team siegte 2015 bei den nationalen Meisterschaften für Secondary Schools. Es war das erste Mal seit fünfzehn Jahren, dass eine Schule aus Canterbury diesen Wettbewerb gewann. Ein Jahr später konnte die Mannschaft den Titel verteidigen. Während dieser Zeit wurde Zeimann zwei Mal in die Jugendnationalmannschaft ihres Heimatlandes berufen. 2015 hatte sie ebenfalls zwei Einsätze in der A-Nationalmannschaft. und war ab diesem Jahr bei den Shirley Silverbacks aktiv. Der Verein gewann gleich in ihrer ersten Saison die neuseeländische Meisterschaft und wurde in der folgenden Spielzeit dritter. 2017 wechselte Zeimann an die University of Minnesota. 2018 wurde ihre Mannschaft Sieger der NCAA – Big Ten Conference. Anschließend beendete die Neuseeländerin ihre Hallenkarriere.

### Karriere Beach
Im Sand war die junge Athletin zu Schulzeiten noch erfolgreicher als in der Halle. 2014 und 2015 mit Nicky Pio sowie 2016 mit Chynae Stark gewann sie drei Mal in Folge die neuseeländischen Schulmeisterschaften für ihre Ausbildungsstätte.
Weitere Erfahrungen im Beachvolleyball machte Alice Zeimann bei den Jugendweltmeisterschaften 2015. Ein Jahr später gewann sie mit Emily Johnston Silber bei den Asienmeisterschaften der Juniorinnen und wurde mit ihr neunte bei den U19-WM in Lanarka. 2019 entschied sich Zeimann endgültig für eine Karriere im Sand und wechselte aus diesem Grund von den Minnesota Golden Gophers zur Florida State University. Im Team der Seminoles erreichte sie in ihrer Junior-Saison mit ihren Partnerinnen in dreizehn Spielen zehn Siege, bevor die COVID-19-Pandemie für ein Ende der Spielzeit sorgte.
2021 trat Zeimann mit verschiedenen Partnerinnen bei der Neuseeland-Beachserie an und erreichte einen Bronzerang sowie drei Endspiele inklusive der Tour Finals. An der Seite von Francesca Kirwan wurde sie neuseeländische Meisterin. Mit Shaunna Polley startete sie im gleichen Jahr bei verschiedenen Veranstaltungen der FIVB World Tour. Beste Ergebnisse waren der Finalsieg beim Ein-Stern-Event in Cortegaça und das Erreichen der Vorschlussrunde beim Zwei-Sterne-Turnier in Brünn. 2022 gewannen die beiden drei nationale Turniere, standen am 6. August in der Vorschlussrunde der Commonwealth Games in Birmingham und wurden einen Monat später Asienmeisterinnen. Zudem konnten sie beim Elite16-Turnier in Torquay Kristen Nuss und Taryn Kloth sowie ein chinesisches Paar besiegen und verpassten nur aufgrund des schlechtesten Ballquotienten zwischen drei gleichstarken Duos das Viertelfinale und belegten den geteilten neunten Platz. Ein Spieljahr später gewannen sie das Endspiel der neuseeländischen Beachtour und ihr erstes World Tour Future-Turnier. Beide Titel konnten sie 2024 verteidigen.

## Auszeichnungen
- 2014: Sportswoman of the year by Marriotts Hadlee Sports Awards
- 2015: Sportswoman of the year by Marriotts Hadlee Sports Awards
- 2015: Wertvollste Spielerin der national secondary competition[6][3]
- 2015: Beste Annahmespielerin der Neuseeland Championships[16]
- 2022: Blues Awards Winner Sports[17]
- 2023: Blues Awards Winner Sports[18]

## Privates
Alice ist die Tochter von Ruth Seeman, einer früheren professionellen Tennisspielerin und heutigen Physiotherapeutin. Der Großvater der Beachvolleyballerin war Richter. In den Vereinigten Staaten studierte sie im Hauptfach Politikwissenschaften und im Nebenfach Betriebswirtschaftslehre. Inzwischen hat sie ihren Lebensmittelpunkt wieder in ihr Heimatland verlegt und studiert Jura an der University of Auckland.